# خالصان (مقاطعة فومن)
خالصان (بالفارسية: خالصان) هي قرية تقع في غيلان في إيران. يقدر عدد سكانها بـ 74 نسمة بحسب إحصاء 2016.